# Norlow
 (février 2019).
Norlow est une marque historique de scooters. Ce nom provient de la réunion des noms de Sir Henry Norman et de l'inventeur Archibald Low.
Le scooter Norlow est également considérée par certaines personnes comme l’ancêtre de la trottinette électrique.

## Histoire
En pleine Première Guerre mondiale, la société américaine Autoped commercialise en 1915 un deux-roues pour se déplacer dans le but de contourner les rationnements d’essence. Cette trottinette motorisée disposait d’un petit réservoir situé à l’avant et d’une manette pour les gaz.
L'Autoped rencontra rapidement un succès auprès des personnalités notamment l'actrice américaine Shirley Kellog.
En 1916, Sir Henry Norman offre à son épouse Florence Priscilla Norman pour son anniversaire un modèle Autoped. Cette dernière l'utilise pour se rendre à son travail à Londres. Elle déclare à la presse "Anybody who can ride a bicycle can ride a motor scooter".

D'une utilisation simple, Henry Norman se rend à la Chambre des Lords en Autoped. Il décida alors de s'associer à l'inventeur Archibald Low pour développer son propre modèle.

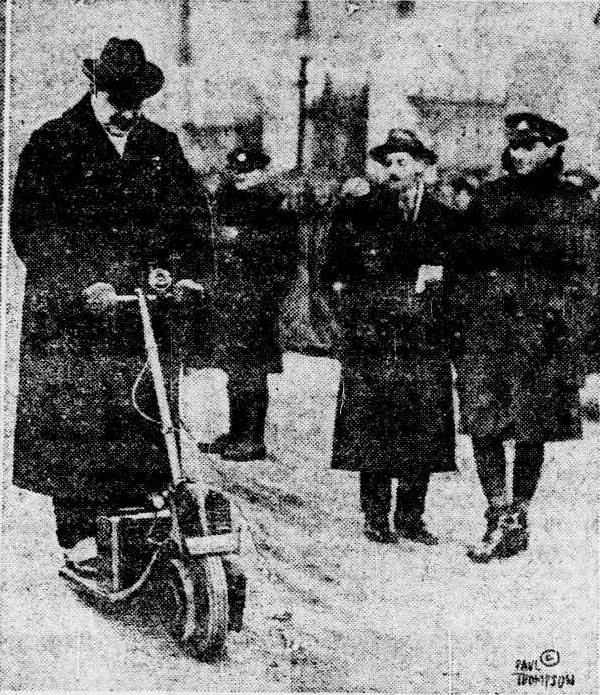
Henry Norman arrivant à la Chambre des Lords en 1919[5].
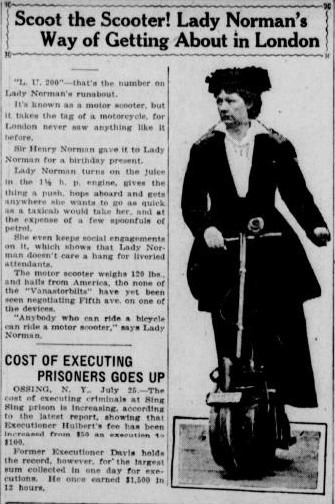
Lady Norman en 1919[6].

## Modèle
Le scooter britannique Norlow a été présenté en 1919. Il avait un moteur monocylindre à deux temps de 100 cm3 au niveau de la roue avant. La machine ressemblait beaucoup au scooter Autoped, qui avait une construction similaire. Le Norlow pouvait atteindre une vitesse d'environ 36 km/h.

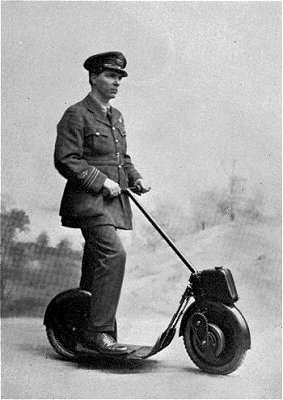
Modèle Norlow